# Monhystera rotundicapitata
Monhystera rotundicapitata är en rundmaskart som beskrevs av Nikolai Nikolaievich Filipjev 1922. Monhystera rotundicapitata ingår i släktet Monhystera och familjen Monhysteridae. Inga underarter finns listade i Catalogue of Life.